# 올림피아슈타디온역 (베를린 지하철)
올림피아슈타디온역(U-Bahnhof Olympia-Stadion)은 베를린 샤를로텐부르크빌머스도르프구 베스트엔트에 있는 U2의 역이다. 올림피아슈타디온 베를린 동쪽에 위치해 있으며, 역 근처에는 베를린 지하철 박물관과 그루네발트 기지가 있다.

## 역사

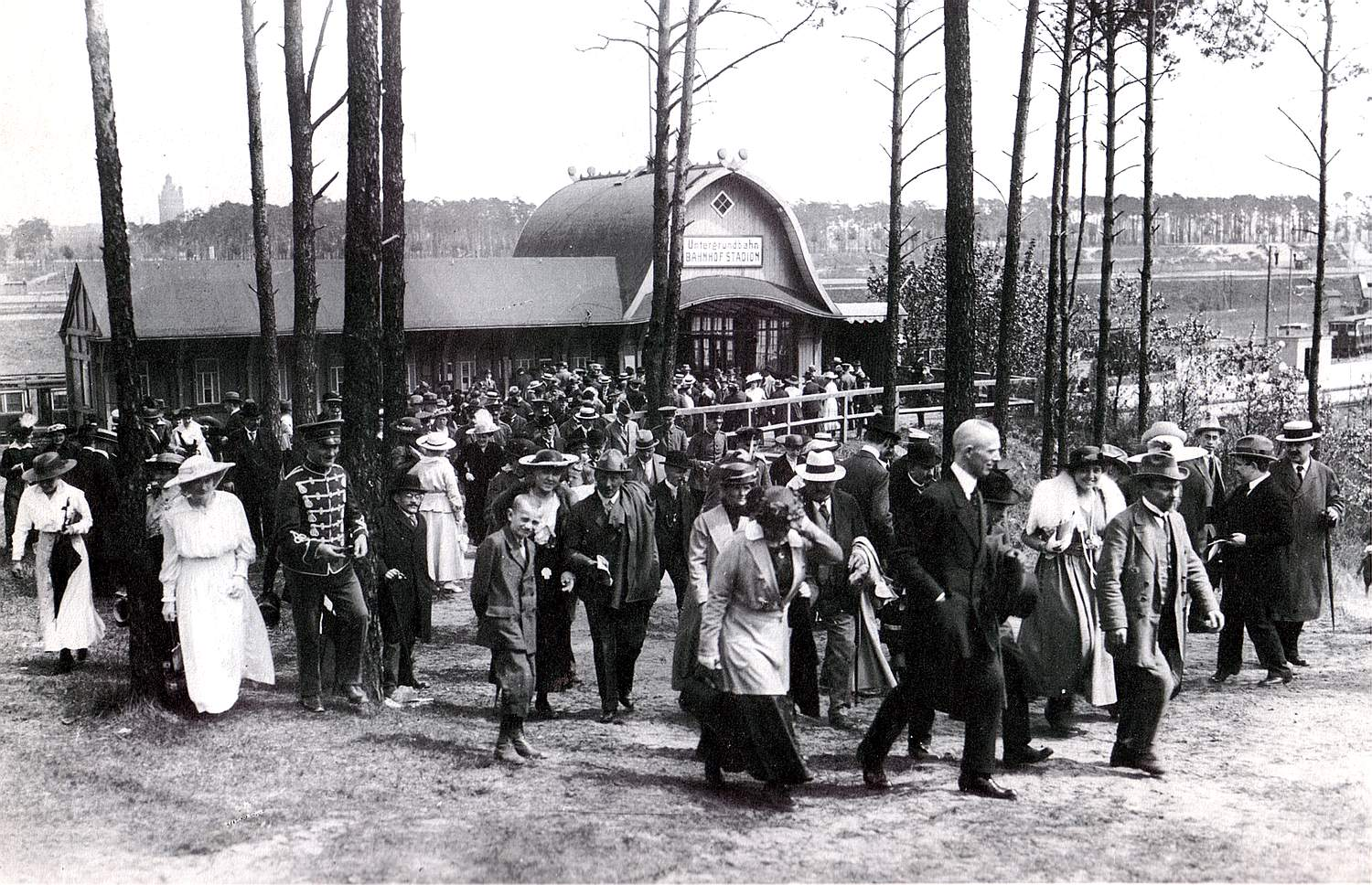
개통 당시 역 모습

올림피아슈타디온역은 1913년 6월 8일 개통했으며, 개통 당시 이름은 슈타디온(Stadion)역이었다. 빌헬름 2세 독일 황제가 역 인근의 도이체스 슈타디온(Deutsches Stadion) 개막 선언을 하면서 역도 같이 개통했다. 당시 열차를 운행했던 호흐반게젤샤프트에서는 이 역으로 열차를 비정기적으로 운행했다. 경마와 같은 행사가 있었을 때에만 당시 라이히스칸츨러플라츠역을 지나서 더 서쪽으로 열차를 운행했다. 건설 당시에는 섬식 승강장과 목조 대합실 건물만 있었으며, 대합실 건물은 스위스의 건축가 제프 카이저(Sepp Kaiser)가 설계했다.
1922년 슈타디온역과 라이히스칸츨러플라츠역 사이에 노이베스트엔트(Neu-Westend)역이 개업하면서 정규 운행이 시작되었다. 1913년 당시에도 역사 부지에 시공이 준비되어 있었지만 당시 연선 인구가 충분하지 않아서 역이 건축되지 않았다. 1929년부터 베를린이 1936년 하계 올림픽 유치를 준비하면서 알프레드 그레난데르가 새로운 역사를 설계했다. 역사 건물은 붉은 벽돌로 구성되었다. 추가 승강장을 건설하기 위해서 역사는 역 승강장과 수직으로 배치되어 있다. 이 과정에서 그루네발트 기지에 전동차 616량을 유치할 수 있도록 수동식 선로 전환기를 전기 기계식 신호소로 개축하여 분기기 109개소와 신호기 99기가 설치되었다. 당시 유럽에서 최대 규모의 전기 기계식 신호소이기도 했다.
1929년 12월 22일에는 룰레벤역으로 노선이 연장되었다. 올림픽을 준비하면서 라이히스슈포르트펠트(Reichssportfeld)역으로 개칭되었다. 1936년 올림픽 당시에는 베를린 S반 올림피아슈타디온역과 함께 올림픽 경기장으로 승객을 수송했다. 제2차 세계 대전으로 인하여 역 일대가 파괴되었다. 1944년 2월 15일 공습으로 인하여 역사가 파괴되었으나, A선의 룰레벤 방면 서부 구간은 상대적으로 적은 손상을 입었다. 1945년 4월에는 영업을 중단하였다.
1945년 5월 17일 룰레벤-크니 구간에 열차가 단선으로 운행하기 시작했다. 1946년 9월 15일에는 룰레벤-팡코 전 구간 직통 복선 운행이 복구되었다. 독일연방공화국 건국 이후인 1950년 6월 26일에 올림피아슈타디온역으로 개칭되었다. 그 이후 역 자체의 변화는 적었고, 베를린 분단과 재통일로 인하여 운행 노선의 종점이 변경된 것이 대부분이었다.
1993년부터 팡코-룰레벤 운행이 복구되었다. 1992년 5월 31일부터 1999년 5월 31일까지는 올림피아슈타디온(오스트)(Olympia-Stadion (Ost))역으로 불린 적이 있었으나, 그 이후 원래 역명으로 되돌아갔다. 2006년 FIFA 월드컵을 준비하면서 올림피아슈타디온 베를린이 월드컵 경기장으로 지정되면서, 연방과 주정부 예산 447만 유로를 투입하여 역사 개보수공사를 거쳤다. 경기가 있을 때에는 평균 2분-3분 30초 배차간격으로 열차가 운행했다. 역 건물 개보수공사 외에도 점자 블록 설치 및 역 광장 방면으로의 엘리베이터 설치가 진행되었다. 올림피아슈타디온 베를린이 홈 구장인 헤르타 BSC의 건의로 상징색인 파란색이 기둥에 칠해졌다. 겨울 추위 때문에 공사는 20개월간 진행되었다.

## 지하철 박물관
1983년에는 수동식 신호소가 전기 기계식 신호소로 변경되면서 운영 중단 및 철거되었다. 당시 BVG 직원 일부에 의해서 일부 건물은 철거되지 않고 보존되었으며, 그 자리에 베를린 지하철 박물관을 건설했다. 박물관 전시품으로 수동식 신호소의 계기판이 보존되어 있으며 공개 관람이 가능하다. 이외에도 과거 행선 안내판, 사진, 노선도 등을 전시하고 있다.

## 인접 철도역
| 베를린 지하철 2호선 | 베를린 지하철 2호선 | 베를린 지하철 2호선      |
| ------------------- | ------------------- | ------------------------ |
| 룰레벤 방면         | U2                  | 노이베스트엔트 팡코 방면 |